# Dasymacaria ansorgei
Dasymacaria ansorgei là một loài bướm đêm trong họ Geometridae.